# Eothenomys olitor
Eothenomys olitor és una espècie de mamífer rosegador de la família dels cricètids. És endèmic de la Xina (Guizhou, Sichuan i Yunnan), on viu a altituds d'entre 1.800 i 3.350 msnm. El seu hàbitat natural són els boscos montans. És una espècie en risc mínim, és a dir, no sembla que hi hagi cap amenaça significativa per a la seva supervivència. El seu nom específic, olitor, significa ‘cultivador de cols’ en llatí.